# (15476) Narendra
(15476) Narendra (1999 BW24) – planetoida z pasa głównego asteroid okrążająca Słońce w ciągu 3,46 lat w średniej odległości 2,29 j.a. Odkryta 18 stycznia 1999 roku.